# Xã Letart, Quận Meigs, Ohio
Xã Letart (tiếng Anh: Letart Township) là một xã thuộc quận Meigs, tiểu bang Ohio, Hoa Kỳ. Năm 2010, dân số của xã này là 675 người.